# Константинов, Владимир Константинович (комиссар)
Влади́мир Константи́нович Константи́нов (июль 1891, Гатчина, Российская империя — 22 января 1940, СССР) — ответственный секретарь парткомиссии при Политуправлении РККА, начальник военторга Ленинградского военного округа, дивизионный комиссар. Сподвижник Н. И. Ежова.

## Биография
Родился в июле 1891 года в Гатчине (Петербургская губерния) в семье рабочих. В 1905 году окончил трехклассную начальную школу, а в 1912 году — вечерние электротехнические курсы. Работал учеником портного и слесаря, истопником, посыльным на складе учебных пособий, почтальоном, ремонтным рабочим, электромонтером.
В октябре 1912 году по жребию был призван в армию. Окончил класс радиотелеграфистов в 1-й искровой роте в 1914 году и класс электромехаников при офицерской электротехнической школе в 1916 году в Петрограде. Во время Первой мировой войны воевал в составе гвардейского корпуса и 3-й Донской дивизии, был дважды ранен. В 1917 году избран председателем комитета штаба 3-й Донской казачьей дивизии. Избирался делегатом Всероссийского съезда радистов армии и флота. Последние чин и должность в старой армии — старший унтер-офицер, начальник полевой радиостанции 3-й Донской казачьей дивизии.
В мае 1917 года вступил в ВКП(б). В феврале 1918 года вступил в Красную армию, в составе которой участвовал в Гражданской войне. Занимал должности в частях центрального подчинения: красноармейца, инструктора-радиотелеграфиста радиороты запасного электробатальона, помощника командира взвода, командира взвода и роты 2-й базы радиоформирований для фронтов Республики, военкома радиодивизиона той же базы. с 1918 по 1921 год работал вместе с Н. И. Ежовым.
После Гражданской войны состоял на ответственных должностях политсостава в войсках Приволжского и Ленинградского военных округов. В 1921—1924 годах был военком 2-й радиобазы, командир и военком 7-го отдельного радиобатальона. 
В 1924 году окончил два курса рабфака при Казанском университете. С сентября 1924 года был ответственным секретарем партийной комиссии Приволжского военного округа. В мае 1927 года стал помощником командира 7-й отдельной бригады войск конвойной стражи СССР по политической части, а с октября того же года — военкомом Ленинградской военной школы связи. В 1929—1931 годах окончил политическое отделение КУВНАС при Военной академии имени М. В. Фрунзе. В апреле 1931 года стал помощником начальника войск связи Ленинградского военного округа. В декабре 1931 года был избран ответственным секретарём партийной комиссии того же округа. С октября 1937 года был ответственным секретарём партийной комиссии Политуправления РККА. В июле 1938 года был зачислен в распоряжение Управления по командно-начальствующему составу РККА. В ноябре того же года откомандирован в Главное управление военной торговли (с оставлением в кадрах РККА), где работал в должности начальника военторга Ленинградского военного округа.
В 1938 году возобновил общение с Н. И. Ежовым. В ходе допросов последний указал на Константинова как на любовника. Константинов был арестован 17 апреля 1939 года. Военной коллегией Верховного суда СССР. 21 января 1940 года по обвинению в принадлежности к антисоветской военно-троцкистской организации был приговорён к расстрелу. Приговор приведён в исполнение 22 января 1940 года. Был посмертно реабилитирован.